# Coll de Jovell (Llo)
El Coll de Jovell, o de la Joberta, és una collada de muntanya situada a 1.744,4 m alt en el terme comunal de Llo, de la comarca de l'Alta Cerdanya, a la Catalunya del Nord.
És a prop de l'extrem nord-est del terme, al sud-oest de la Coma de la Pica del Quer i al sud-est de la Carrerada, a l'est-nord-est del poble de Llo.